# حمل عنقي

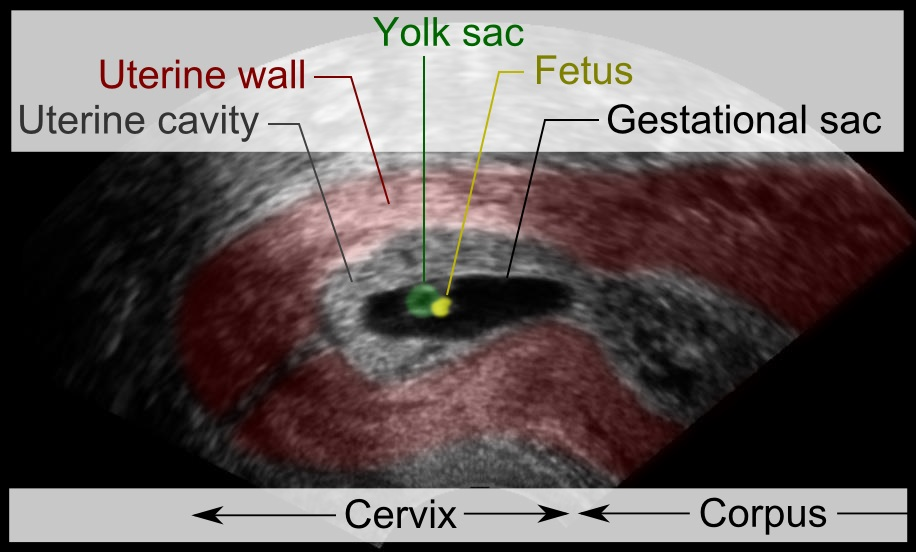

الحمل العنقي هو حمل خارج الرحم والذي زرع في باطن عنق الرحم. هذا النوع من الحمل عادة ما يجهض خلال الربع الأول من الحمل، ومع ذلك، إذا كان مزروعا بالقرب من تجويف الرحم - وهو ما يسمى بالحمل العنقي ـ البرزخي - فقد يستمر لفترة أطول. قد تتسبب إزالة المشيمة في الحمل العنقي في نزيف كبير.

## حدوثه
تم الإبلاغ عن معدل حدوث حوالي 1: 1000 إلى 1: 16000 حالة حمل.
الحمل التي يشمل البرزخ - الجزء من الرحم بين عنق الرحم والقاع - أكثر شيوعا من حالات الحمل العنقي الحقيقي. في حين أنه في كثير من الحالات لا يزال سبب الانغراس غير الطبيعي غير واضح، هناك دليل يربط تطور حمل عنق الرحم باستخدام الأجهزة مع الرحم، على وجه التحديد التوسيع والكحت (D & C ). يجب تمييز حالات الحمل العنقي عن حالات الحمل التي تبدأ الانغراس في ندبة من عملية قيصرية سابقة، وهو ما يسمى بحمل الندبة.

## التشخيص
يتم التشخيص في النساء الحوامل بلا الأعراض إما عن طريق رؤية عنق رحم مزرق اللون، أو الأكثر شيوعا، عن طريق التصوير بالموجات فوق الصوتية التوليدية. العرض النمطي غير المحدد هو النزيف المهبلي أثناء الحمل. ستظهر الموجات فوق الصوتية موضع كيس الحمل في عنق الرحم، في حين أن تجويف الرحم «فارغ». يمكن الخلط بين حمل عنق الرحم والإجهاض عند مرور نسيج الحمل عبر عنق الرحم.
من ناحية علم الأنسجة، يتم التشخيص عن طريق معايير روبن على العينة الجراحية: توجد غدد عنق الرحم متقابلة مع أنسجة الأرومة المغذية، ووجود رابط الأرومة المغذية تحت موضع دخول أوعية الرحم إلى الرحم أو الانعكاس البريتوني الأمامي، والعناصر الجنينية غير موجودة في جسم الرحم. نظرا لأن العديد من حالات الحمل اليوم يتم تشخيصها مبكرا ولا يتم إجراء استئصال الرحم، فإن معايير روبن لا يمكن تطبيقها في كثير من الأحيان.

## العلاج
تميل حالات الحمل العنقي الحقيقي إلى الإجهاض. مع ذلك، إذا كان الحمل يقع عاليا في القناة وتجد المشيمة دعما في تجويف الرحم يمكن أن يتجاوز الثلث الأول من الحمل. مع كون المشيمة مزروعة بشكل غير طبيعي يمكن توقع نزيف مهبلي شديد في وقت الولادة وإزالة المشيمة. في حين أن الحمل العنقي المبكر قد يتم إجهاضه تلقائيا أو يمكن التعامل معه بالاستئصال، والتوسيع والكحت، والخياطة ، والكي الكهربي، و الاندحاس (الدكّ)، وباستخدام أدوية مثل ميثوتريكسات، و/أو عن طريق انصمام الشريان الرحمي،  قد يتطلب الحمل الأكثر تقدما استئصال الرحم للسيطرة على النزيف. كلما كان الحمل أكثر تقدمًا كلما ازداد خطر حدوث نزيف كبير مما يتطلب استئصال الرحم.
في حالات نادرة جدا، ينتج عن الحمل العنقي ولادة طفل حي،  وعادة ما يكون الحمل في الجزء العلوي من قناة عنق الرحم وينجح في التمدد إلى الجزء السفلي من تجويف الرحم.
يمكن أن يتطور الحمل العنقي مع حمل طبيعي داخل الرحم. مثل هذا الحمل المختلف السلوك سوف يستدعي تعامل من خبراء لعدم تعريض الحمل داخل الرحم للخطر.